# 1415

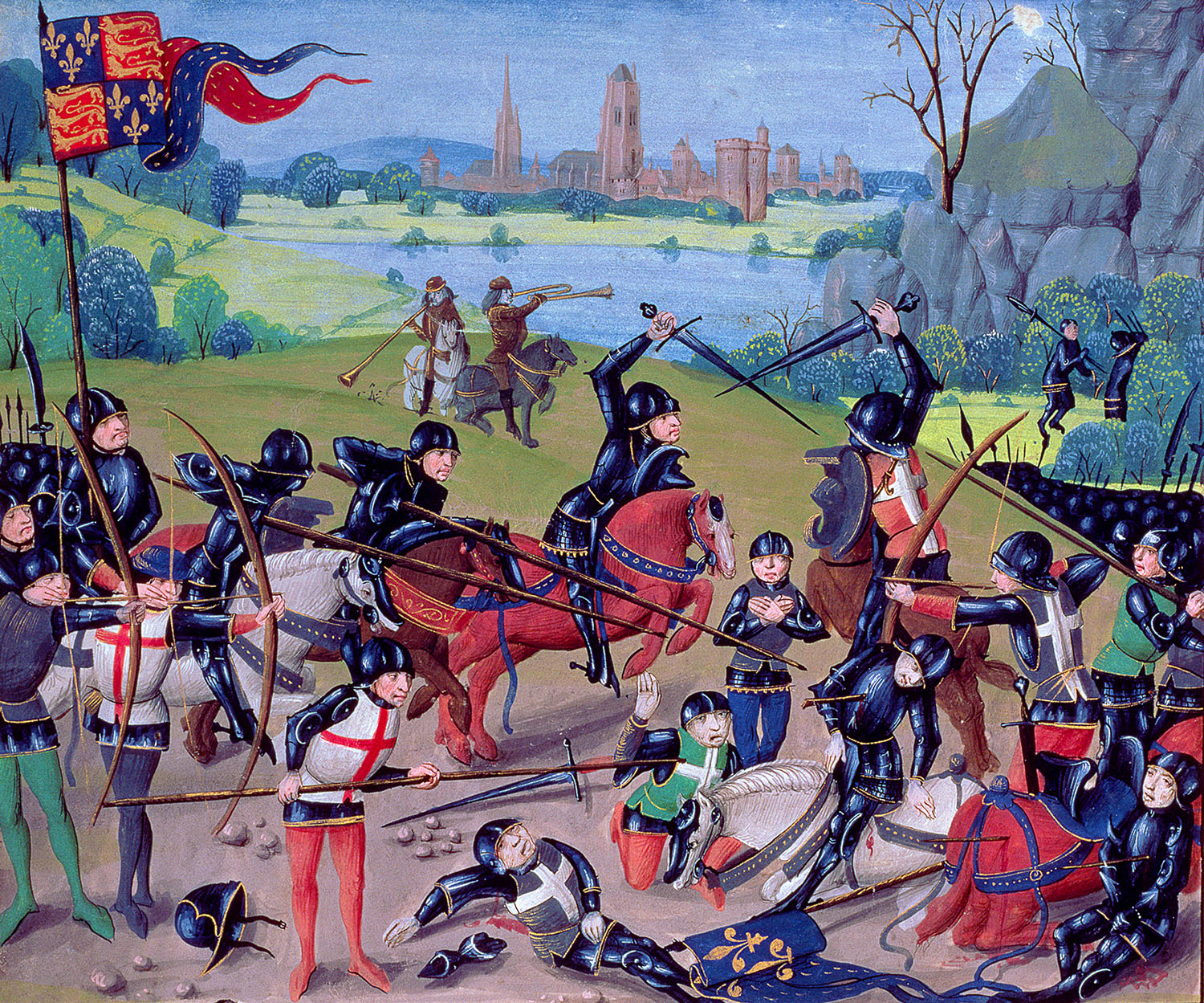
Slag bij Azincourt

Het jaar 1415 is het 15e jaar in de 15e eeuw volgens de christelijke jaartelling.

## Gebeurtenissen
maart
- 20 - Tegenpaus Johannes XXIII, de enige van de drie pausen die op het Concilie van Konstanz aanwezig is, vertrekt heimelijk, hopend dat de afwezigheid van de paus het onmogelijk maakt dat het concilie hem zal afzetten.

april
- 6 - Het Concilie van Konstanz bepaalt dat het ook zonder aanwezigheid van de paus een besluit kan nemen. Het zal vervolgens bepalen dat Gregorius XII, Benedictus XIII en Johannes XXIII allen worden afgezet. Hiermee komt een einde aan het Westers Schisma.

mei
- 5 - Het Concilie veroordeelt John Wyclif als ketter. Het oordeelt dat al zijn boeken en preken verbrand moeten worden. Wyclifs graf moet worden opengebroken en zijn resten verbrand.
- mei - 250 edellieden uit Bohemen, Moravië en Polen herinneren de keizer aan zijn vrijgeleide voor Johannes Hus, die desondanks door het concilie wordt vastgehouden en berecht. Ze eisen zijn onmiddellijke vrijlating.

juni
- 12 - Alfons van Aragon trouwt met Maria van Castilië.

juli
- 4 - Paus Gregorius XII treedt af, en accepteert daarmee de beslissing van het Concilie van Konstanz.
- 6 - De Tsjechische kerkhervormer Jan Hus sterft op de brandstapel in Konstanz.
- 10 - De Vlaamse graaf Robrecht van Bethune geeft het bevel aan zijn ambtenaren om de bezittingen van alle leliaards, van alle Fransen en van alle Franse instellingen in Vlaanderen in beslag te nemen.
- 15 - Bernhard I van Baden koopt het markgraafschap Baden-Hachberg van Otto II van Hachberg.

augustus
- 6 - De erfdochter van Henegouwen en Holland Jacoba van Beieren huwt met de Franse prins Jan van Touraine.
- 11 - Hendrik V van Engeland zeilt naar Frankrijk om er op verovering te gaan. Hij landt in Chef-de-Caux in Normandië in plaats van Calais.
- 21 - Portugal onder Johan I verovert de Marokkaanse stad Ceuta. Begin van de Portugese ontdekkingsreizen.

september
- 14 - De Geallieerden onder aanvoering van Focko Ukena verdrijven de Schieringers uit de stad Groningen.

oktober
- 25 - Slag bij Azincourt: De Engelsen onder Hendrik V boeken een grote overwinning op de Fransen in de Honderdjarige Oorlog. Onder de gesneuvelden is de hertog van Brabant, Anton van Bourgondië

november
- 4 - De Staten van Brabant erkennen de 12jarige Jan IV als opvolger van zijn vader Anton van Bourgondië

december
- 18 - Door het overlijden van Lodewijk van Guyenne wordt Jean van Touraine, de echtgenoot van Jacoba van Beieren, kroonprins van Frankrijk.

zonder datum
- Het Zwitsers Eedgenootschap verovert Aargau. Ook de burcht Habsburg valt in Zwitserse handen.
- In de bul Etsi doctoribus genium kondigt paus Gregorius XII nieuwe wetten tegen de Joden af.
- Diverse West-Friese plaatsen krijgen stadsrechten:
  - Barsingerhorn en Haringhuizen
  - Stede Niedorp (Oude Niedorp en Nieuwe Niedorp)
  - Texel
  - Winkel
- Hendrik van Portugal wordt gecreëerd hertog van Viseu.

## Opvolging
- Alençon - Jan I opgevolgd door zijn zoon Jan II
- Bar - Eduard III opgevolgd door zijn broer Lodewijk I
- Brandenburg (30 april) - koning Sigismund opgevolgd door Frederik VI van Neurenberg
- Lippe - Bernhard VI opgevolgd door zijn zoon Simon IV
- Luxemburg bij verpanding - Anton van Bourgondië opgevolgd door zijn echtgenote Elisabeth van Görlitz
- Nevers en Rethel - Filips opgevolgd door zijn zoon Karel I
- Saint Pol en Ligny - Walram III van Luxemburg-Ligny opgevolgd door zijn kleinzoon Filips van Saint-Pol
- graafschap Soissons - Robert van Bar opgevolgd door zijn dochter Johanna van Bar

## Afbeeldingen

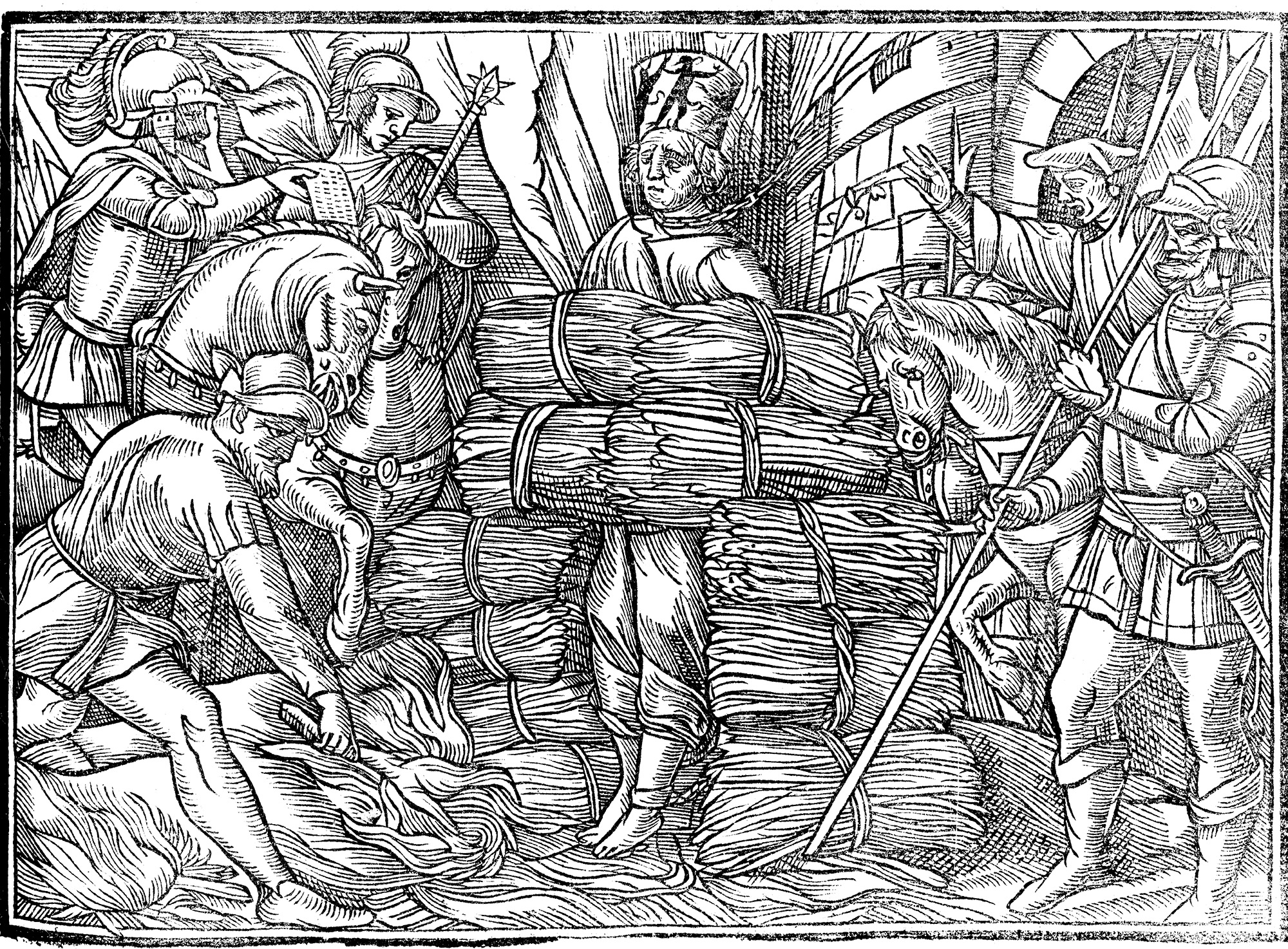
Jan Hus op de brandstapel
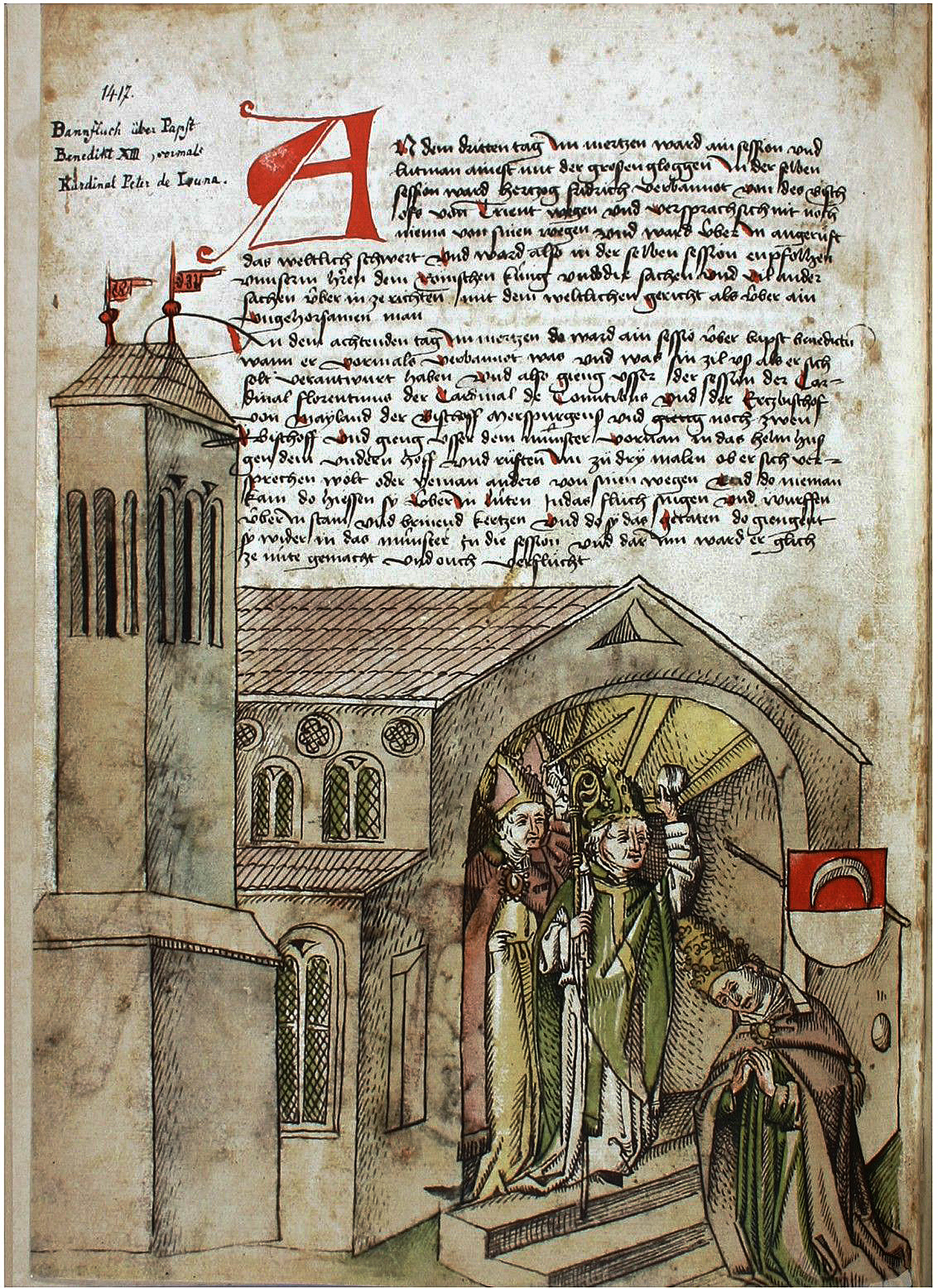
Benedictus XIII krijgt te horen dat hij is afgezet
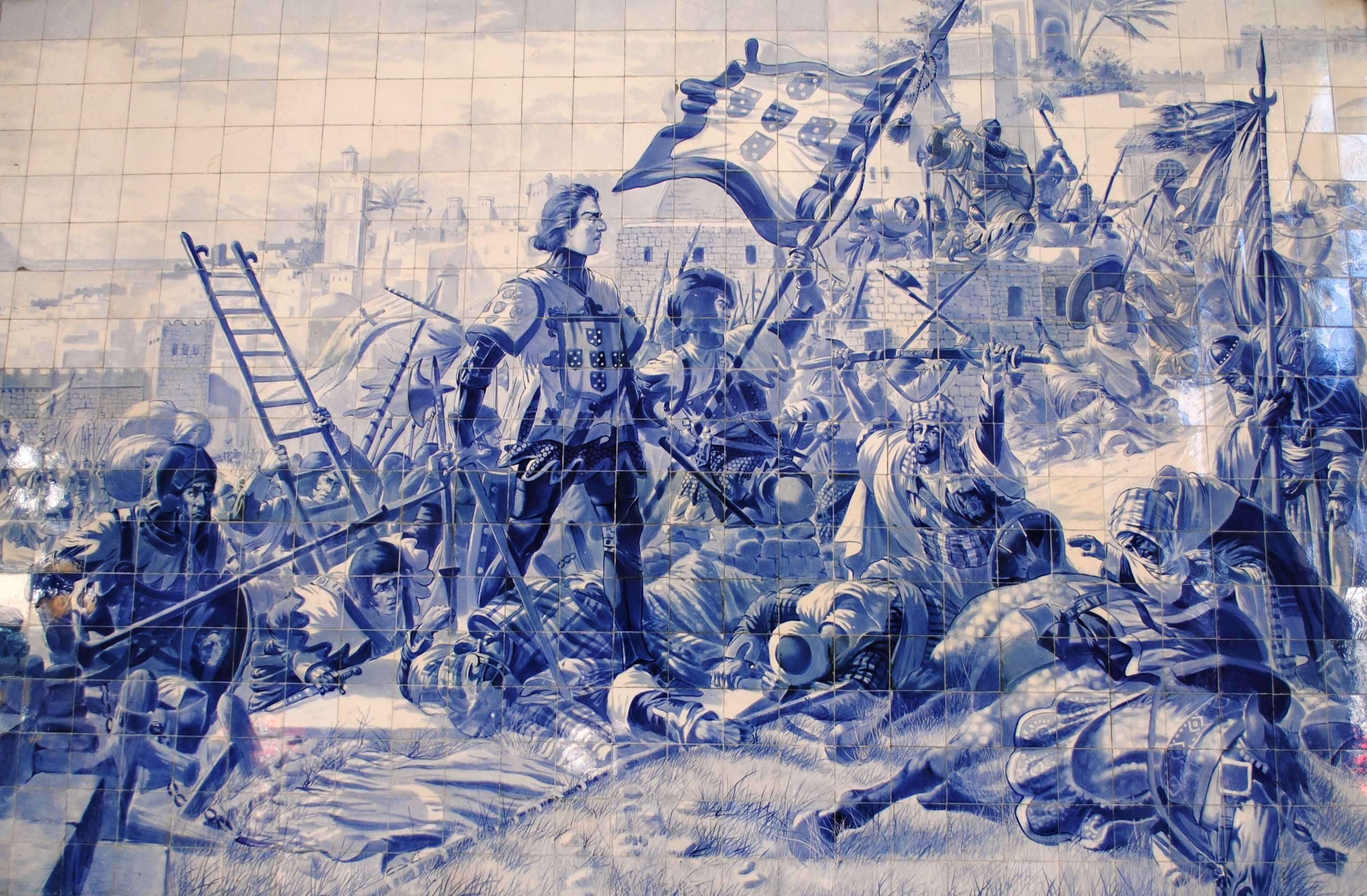
verovering van Ceuta
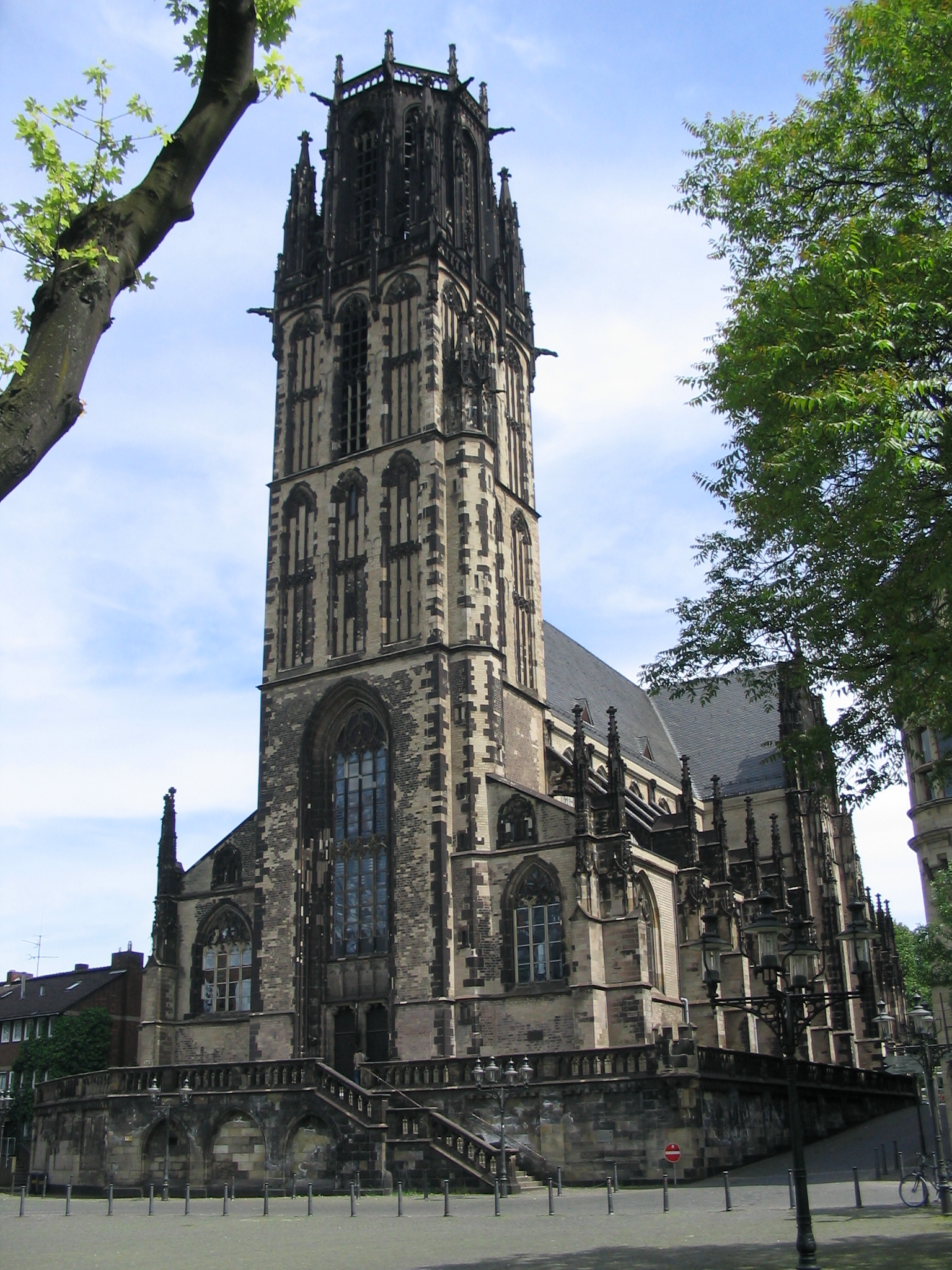
Salvatorkerk, Duisburg (voltooid 1415)

## Geboren
- 10 maart - Vasili II, grootvorst van Moskou (1425-1462)
- 3 mei - Cecily Neville, Engels edelvrouw
- 21 september - Frederik III, koning en keizer van Duitsland (1440/1452-1493)
- ca. oktober - Jan van Bourgondië, Bourgondisch edelman
- 13 december - Alijt Bake, Nederlands priores en autobiografe
- Catalanus Grimaldi, heer van Monaco
- Jacoba van Luxemburg, Frans edelvrouw
- Jan Długosz, Pools historicus
- Johanna van Bar, Frans edelvrouw
- John Mowbray, Engels edelman
- Reinoud II van Brederode, Noord-Nederlands edelman
- Yeshe Tsangpo, Tibetaans geestelijk leider
- Adriaen van Wesel, Noord-Nederlands beeldsnijder (jaartal bij benadering)
- Balthasar van Żagań, Silezisch edelman (jaartal bij benadering)
- George Ripley, Engels alchemist (jaartal bij benadering)
- Jan Brito, Vlaams drukker (jaartal bij benadering)
- Juana Pimentel, Castiliaans edelvrouw (jaartal bij benadering)
- Koenraad IX de Zwarte, Silezisch edelman (jaartal bij benadering)
- William Caxton, Engels drukker (jaartal bij benadering)
- Zeger de Baenst, Vlaams edelman (jaartal bij benadering)

## Overleden
- 14 januari - Bernhard VI van Lippe (48), Duits edelman
- 12 april - Walram III van Luxemburg-Ligny (~57), Frans edelman
- 15 april - Manuel Chrysoloras (~59), Byzantijns geleerde en diplomaat
- 1 mei - Otto IV van Anhalt, Duits edelman
- 6 juli - Jan Hus (~45), Boheems kerkhervormer (brandstapel)
- 19 juli - Filippa van Lancaster (55), echtgenote van Johan I van Portugal
- 5 augustus - Richard van Conisburgh (40), Engels edelman (onthoofd)
- 13 oktober - Thomas FitzAlan (34), Engels edelman
- 25 oktober - Anton van Bourgondië (31), hertog van Brabant (1406-1415) (gesneuveld)
- 25 oktober - Eduard III van Bar (38), Frans edelman (gesneuveld)
- 25 oktober - Eduard van Norwich (~42), Engels edelman (gesneuveld)
- 25 oktober - Ferry I van Vaudémont (~47), Frans edelman (gesneuveld)
- 25 oktober - Filips van Nevers (~26), Bourgondisch edelman (gesneuveld)
- 25 oktober - Jan I (~30), hertog van Alençon (gesneuveld)
- 25 oktober - Jan van Brederode (~43), Hollands edelman] (gesneuveld)
- 25 oktober - Jan van Montagu, Frans bisschop en staatsman (gesneuveld)
- 25 oktober - Robert van Bar (~25), Frans edelman (gesneuveld)
- 18 november - Peeter Bode (~65), Brabants bestuurder
- 25 november - Catharina van Bronckhorst (~49), Gelders edelvrouw
- 18 december - Lodewijk van Guyenne (18), Frans prins (dysenterie?)
- Andrea da Firenze, Italiaans componist
- Deshin Shegpa (~31), Tibetaans geestelijk leider
- Elisabeth van Beieren, Hollands edelvrouw
- Jan Maelwael, Nederlands schilder
- Wartislaw VIII, Pommers edelman

## Trivia
- Het toneelstuk Hendrik V van William Shakespeare speelt zich af in 1415, rond de Slag bij Azincourt